# Sakî
Sakî (în ucraineană Саки) este oraș regional în Republica Autonomă Crimeea, Ucraina. Deși subordonat direct regiunii, orașul este și reședința raionului Sakî.

## Demografie
Componența lingvistică a orașului Sakî
     Rusă (84,26%)
     Ucraineană (8,87%)
     Tătară crimeeană (5,27%)
     Alte limbi (0,57%)
Conform recensământului din 2001, majoritatea populației orașului Sakî era vorbitoare de rusă (84,26%), existând în minoritate și vorbitori de ucraineană (8,87%) și tătară crimeeană (5,27%).